# Daniela Puppa
Daniela Puppa (* 1947 in Fiume Veneto) ist eine italienische Industriedesignerin, die mit ihren Entwürfen für die Licht-, Möbel- und Textilindustrie bekannt wurde.

## Leben
Puppa schloss 1970 ihr Architekturstudium am Polytechnikum Mailand ab. Sie war Mitherausgeberin der Zeitschrift Casabella und Mitbegründerin des Magazins Modo. Ab 1977 experimentierte sie mit Möbel-, Lichttechnik- und Textildesigns in der radikalen Avantgardegruppe Alchimia und in der hieraus hervorgegangenen, weniger konsumkritischen Gruppe Memphis, die mit den vorherrschenden Regeln des Funktionalismus brach. 
Unter der künstlerischen Leitung von Gae Aulenti gestaltete sie mit Franco Raggi Anfang der 1980er Jahre Entwürfe für Fontana Arte, was zu einer langjährigen Partnerschaft mit dem Unternehmen führte; so entwarf sie 1992 für die Firma eine Stehleuchte mit dem Titel Prima Signora. Zudem gestaltete sie Konzepte für namhafte italienische Hersteller wie Artemide, Barovier & Toso, Eleusi, Poltrona Frau, Cappellini, Limonta und andere. Sie arbeitete ebenso als Accessoire-Designerin mit Modeunternehmen wie Dior und der LVMH-Gruppe zusammen.
Puppa nahm 1980 mit ihren Arbeiten an der Biennale di Venezia sowie 1981 und 1983 an der Triennale di Milano teil. Zudem arbeitete sie in Produktionen der Mailänder Theatergruppe Magazzini Criminali, für die sie Bühnenbilder gestaltete. Sie unterrichtet in Mailand an der Fakultät für Industriedesign des Mailänder Polytechnikum, an der Libera università di lingue e comunicazione (IULM) und der Domus Academy seit ihrer Gründung.

## Werke (Auswahl)
- Prima Signora, Stehleuchte
- Olympia, Deckenleuchte
- Oz, Tischleuchte
- Pelota, Tischleuchte
- Plutone, Tischleuchte